# Tomislav Smoljanović
Tomislav Smoljanović (født 15. juli 1977 i Split) er en kroatisk tidligere roer.

## Rokarriere
Smoljanović deltog i OL 2000 i Sydney som en del af den kroatiske otter. De øvrige besætningsmedlemmer var Igor Boraska, Nikša Skelin, Siniša Skelin, Branimir Vujević, Krešimir Čuljak, Tihomir Franković, Igor Francetić og styrmand Silvijo Petriško. Kroaterne vandt deres indledende heat og var dermed klar til finalen. Her var det de britiske verdensmestre fra 1999, der vandt guld foran Australien, mens kroaterne blev nummer tre og fik bronze. Størstedelen af de kroatiske bronzevindere, heriblandt Smoljanović, var også med i båden til VM året efter, hvor det blev til en sølvmedalje.

## OL-medaljer
- 2000:  Bronze i otter